# Point Barrow
Point Barrow (em inuit, Nuvuk) é um cabo no extremo norte do Alasca, sobre o Oceano Ártico. É o ponto mais a norte dos Estados Unidos da América.

## Geografia
Point Barrow é um importante ponto geográfico que marca o limite entre dois dos mares marginais do Oceano Ártico; ao seu lado ocidental, fica o Mar de Chukchi; e do lado oriental fica o Mar de Beaufort. As águas que o banham normalmente estão livres de gelo apenas dois a três meses por ano.
Point Barrow fica localizado a 14 km a nordeste da povoação de Barrow e a distância ao Polo Norte é de 1122 milhas náuticas (2078 km).
Point Barrow foi ocupado por nativos indígenas desde há muito tempo, como testemunham importantes sítios arqueológicos encontrados em locais de enterros e de objectos funerários dos antecedentes dos Inupiat.
O primeiro ocidental a avistar Point Barrow foi, no verão de 1826, o marinheiro da Royal Navy e geógrafo inglês Frederick William Beechey. Beechey dirigia uma expedição do Almirantado Britânico em busca da Passagem do Noroeste a partir da costa oriental (1825-28) e deu nome ao cabo em homenagem de Sir John Barrow (1764–1848), estadista e geógrafo do Almirantado da época. A expedição resultou infrutífera.
Foi lugar de partida de muitas expedições ao Ártico, incluída a expedição Wilkins-Detroit e o voo de Carl Eielson-Hubert Wilkins, que em 15 de abril de 1928 sobrevoou todo o Oceano Ártico até Spitzbergen.
Fica próximo do lugar onde ocorreu em 15 de agosto de 1935 o acidente aéreo que matou o aviador Wiley Post e o seu único passageiro, o conhecido e respeitado "entertainer" Will Rogers.
Entre 1965 e 1972 foi utilizado como lugar de lançamento dos foguete-sonda Nike Cajún e Nike Apache. Em Point Barrow há uma estação do programa Vigilância Global da Atmosfera (Global Atmosphere Watch).

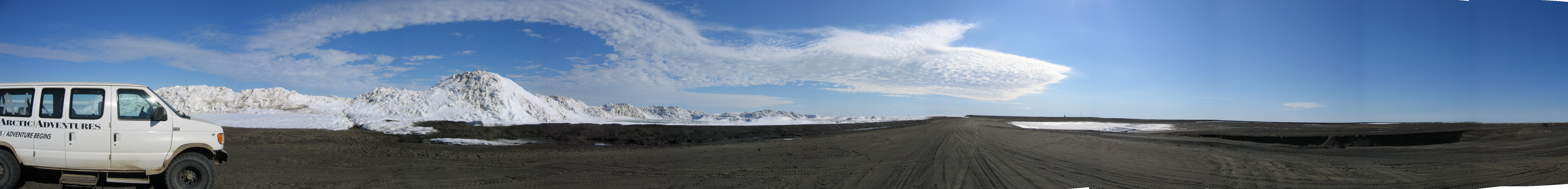
Panorama de Point Barrow